# La Collada (Matavaques)
La Collada és una collada situada a 767,5 metres d'altitud en el terme municipal de Conca de Dalt (antic terme de Toralla i Serradell), al Pallars Jussà, en territori del poble d'Erinyà.
Es troba al sud-est del poble d'Erinyà, a la partida de Matavaques, al nord-oest del Serrat de Romers, a llevant del cim de Saviner.